# Ото фон Кастел-Рюденхаузен
Ото Фридрих Райнхард Георг фон Кастел-Рюденхаузен (на немски: Otto Friedrich Reinhard Georg Graf zu Castell-Rüdenhausen; * 7 април 1865 в Рюденхаузен; † 28 август 1917 в Бад Райхенхал) от род Кастел е граф на Кастел-Рюденхаузен.
Той е третият син на граф (от 1901 г. 1. княз) Волфганг фон Кастел-Рюденхаузен (1830 – 1913) и съпругата му принцеса Емма Фердинанда Емилия фон Изенбург-Бюдинген-Бюдинген (1841 – 1926), дъщеря на княз Ернст Казимир II фон Изенбург-Бюдинген (1806 – 1861) и графиня Текла Аделхайд Юлия Луиза фон Ербах-Фюрстенау (1815 – 1874). Брат му Казимир фон Кастел-Рюденхаузен (1861 – 1933) е 2. княз на Кастел-Рюденхаузен.

## Фамилия
Ото фон Кастел-Рюденхаузен се жени на 26 април 1898 г. в Росла за принцеса Мария фон Щолберг-Росла (* 2 март 1880, Росла; † 18 април 1920, Бад Райхенхал), дъщеря на граф/1. княз Бото Август Карл фон Щолберг-Росла (1850 – 1893) и графиня Мария фон Арним (1859 – 1880). Бракът е бездетен. 